# Příspěvek na bydlení
Příspěvek na bydlení je sociální dávka podle zákona o státní sociální podpoře, která má pomoci rodinám nebo jednotlivcům s nízkými příjmy pokrýt jejich náklady na bydlení. Může se přitom jednat o bydlení v nájemním nebo družstevním bytě či o bydlení ve vlastním bytě nebo domě. Tato dávka je často zaměňována s doplatkem na bydlení, který je však dávkou v hmotné nouzi a řídí se jinými pravidly. Zažádat o příspěvek přitom lze i v případě, pokud je byt napsaný na manžela nebo manželku, kteří nárok na dávku neuplatňují. 

## Podmínky pro získání příspěvku na bydlení
Příspěvek na bydlení je určen rodině nebo jednotlivci s nízkými příjmy. Žadatel zároveň musí být vlastníkem nebo pronájemcem daného byt či domu a musí v něm být nahlášen k trvalému pobytu. Krom českého občana má nárok na příspěvek na bydlení také občan Evropské unie dle Nařízení Rady (EEC) 1408/71 a 1612/68. U cizince se za trvalý pobyt na území České republiky považuje pobyt po uplynutí jednoho roku (365 dní) ode dne, kdy se přihlásil k pobytu. Do uvedené lhůty se nezapočítává doba, kdy je cizinec žadatelem o udělení azylu a je ubytovaným v některém pobytovém středisku provozovaném Ministerstvem vnitra. Příspěvek na bydlení však mohou od roku 2008 získat i další, v zákoně o státní sociální podpoře podpoře uvedené osoby, které nemají na území České republiky trvalý pobyt.
Aby byl příjem považován za nízký, musí splňovat tyto podmínky:
- Příspěvek na bydlení je žadateli přiznán, pokud jsou měsíční náklady na bydlení vyšší než 30 % měsíčního příjmů domácnosti. V Praze je to 35 %.
- A zároveň nesmí těchto 30 % (35 % v Praze) příjmů přesahovat zákonem stanovené normativní náklady na bydlení, které se odvíjí od velikosti města či obce a počtu členů domácnosti.

Příjem domácnosti je určen z příjmů všech osob s trvalým pobytem v dané domácnosti, tj. i těch, kteří tam přímo nežijí.
Do příjmů se započítávají:
- čisté příjmy z podnikání,
- čisté příjmy ze zaměstnání,
- podpora v nezaměstnanosti,
- dávky nemocenského pojištění,
- rodičovský příspěvek,
- přídavky na dítě,
- všechny typy důchodu.

Do měsíčních nákladů, se kterými se srovnává příjem domácnosti, se započítávají náklady:
- na plyn,
- na elektřinu,
- na topení,
- na teplou vodu,
- na vodné a stočné,
- na televizi a rozhlas,
- na odvoz komunálního odpadu,
- na pevná paliva.

K nákladům u pronájmu se započítává také nájemné.
Náklady a příjmy se vždy posuzují za předcházející tři měsíce. Při přestěhování na novou adresu k tomu však nelze přikročit. Tehdy se bere v potaz 80 % normativních nákladů na bydlení nebo se vychází z nákladů na bydlení, které bylo nutné vynaložit v předchozím bytě či domě.

## Výpočet příspěvku na bydlení
Příspěvek na bydlení se určuje na základě těchto údajů:
- obec, ve které žadatel bydlí,
- typ bydlení (nájemní, družstevní, osobní vlastnictví),
- počet osob, které jsou hlášeny v domácnosti k trvalému pobytu,
- měsíční průměr čistých příjmů za kalendářní čtvrtletí,
- životní minimum,
- nájemné,
- náklady na bydlení,
- náklady na vytápění.

Jeho výše je pak rovna rozdílu mezi normativními náklady na bydlení a příjmem domácnosti vynásobeným koeficientem 0,30, resp. 0,35 pro Prahu.
Normativní náklady na bydlení jsou definovány jako průměrné náklady na bydlení pro danou velikost města, typ bydlení a počet nahlášených členů domácnosti. Základem normativních nákladů je pro nájemní byty nájemné v souladu se zákonem o nájemném a pro družstevní byty a byty v osobním vlastnictví jsou to obdobné náklady. Do nákladů jsou započítány také další související náklady, tj. ceny služeb a energií.
Normativní náklady na bydlení pro nájemní byty platné od 1. 1. 2018 do 31. 12. 2018 v Kč měsíčně:
| Počet osob v rodině | Praha     | nad 100 tis. obyvatel | 50 000 – 99 999 obyvatel | 10 000 – 49 999 obyvatel | do 9 999 obyvatel |
| 1                   | 7870 Kč   | 6227 Kč               | 5928 Kč                  | 5036 Kč                  | 4844 Kč           |
| 2                   | 11 186 Kč | 8938 Kč               | 8530 Kč                  | 7308 Kč                  | 7046 Kč           |
| 3                   | 15 116 Kč | 12 176 Kč             | 11 642 Kč                | 10 045 Kč                | 9702 Kč           |
| 4 a více            | 18 827 Kč | 15 282 Kč             | 14 639 Kč                | 12 712 Kč                | 12 299 Kč         |

Normativní náklady na bydlení pro družstevní byty a byty vlastníků platné od 1. 1. 2018 do 31. 12. 2018:
| Počet osob v rodině | Měsíční náklady na bydlení podle počtu obyvatel obce v Kč | Měsíční náklady na bydlení podle počtu obyvatel obce v Kč | Měsíční náklady na bydlení podle počtu obyvatel obce v Kč | Měsíční náklady na bydlení podle počtu obyvatel obce v Kč | Měsíční náklady na bydlení podle počtu obyvatel obce v Kč |
| ------------------- | --------------------------------------------------------- | --------------------------------------------------------- | --------------------------------------------------------- | --------------------------------------------------------- | --------------------------------------------------------- |
| Počet osob v rodině | Praha                                                     | více než 100 000                                          | 50 000 - 99 999                                           | 10 000 - 49 999                                           | do 9 999                                                  |
| 1                   | 4 420                                                     | 4 420                                                     | 4 420                                                     | 4 420                                                     | 4 420                                                     |
| 2                   | 6 489                                                     | 6 489                                                     | 6 489                                                     | 6 489                                                     | 6 489                                                     |
| 3                   | 8 939                                                     | 8 939                                                     | 8 939                                                     | 8 939                                                     | 8 939                                                     |
| 4 a více            | 11 298                                                    | 11 298                                                    | 11 298                                                    | 11 298                                                    | 11 298                                                    |

Výše nákladů srovnatelných s nájemným u bytů vlastníků a družstevních bytů pro období od 1. ledna 2018 do 31. prosince 2018 za kalendářní měsíc:
| Vlastníci bytu a členové družstva            |                    |
| Počet osob v rodině podle § 7 odst. 5 zákona | Normativní náklady |
| 1                                            | 1988 Kč            |
| 2                                            | 2721 Kč            |
| 3                                            | 3558 Kč            |
| 4 a více                                     | 4291 Kč            |

Získaný příspěvek je možné pobírat neomezenou dobu.

## Žádost o příspěvek na bydlení
Žádost o příspěvek na bydlení se podává na úřadu práce. K žádosti je nutné přiložit potřebné dokumenty, které je možné stáhnout online nebo získat na místě. Na jejich základě je žádost vyhodnocena.
Tyto dokumenty jsou:
- žádosti o příspěvku na bydlení,
- dokladu o výši nákladů na bydlení,
- dokladu o výši čtvrtletního příjmu.